# 大野晃
大野 晃（おおの あきら、1940年5月 - ）は日本の社会学者、旭川大学経済学部経営経済学科教授。高知大学名誉教授。研究分野は、環境社会学、地域社会学。山梨県出身。

## 来歴
- 1966年信州大学農学部 農学科農業経営学専攻卒業。
- 宇都宮大学大学院農学研究科修士課程修了、農学修士。
- 1970年、法政大学大学院社会科学研究科博士課程単位取得退学。
- 1976年高知大学人文学部講師。後に同人文学部助教授、同人文学部教授
- 1997年高知大学を退官後、同名誉教授。1997年北見工業大学工学部教授を経て、2005年長野大学産業社会学部教授に就任。
- 2007年4月より、学部新設にともない同環境ツーリズム学部教授。
- 2011年より、札幌学院大学客員教授を兼任。
- 2013年3月長野大学退職。旭川大学経済学部経営経済学科教授。
- 1991年以来、「限界集落」の概念を提唱し、過疎高齢化し荒廃する中山間地農村の諸問題について発言している[1]。
- 日本村落研究学会、日本農業法学会、千曲川流域学会などの役員を歴任。
- この他に、札幌学院大学大学院地域社会マネジメント研究科客員教授も務める。

## 著書

### 単著
- 『山村環境社会学序説: 現代山村の限界集落化と流域共同管理』農山漁村文化協会、2005年。ISBN 978-4540042997
- 『限界集落と地域再生』信濃毎日新聞社を含む12社による共同企画出版、2008年。ISBN 978-4894534773
- 『山・川・海の環境社会学: 地域環境にみる〈人間と自然〉』文理閣、2010年。ISBN 978-4892596094

### 共著
- 木平勇吉編『流域環境の保全』朝倉書店、2002年。ISBN 978-4254180114
- 吉沢四郎編『Japanese Less Favored Areas and Regional Revitalization』筑波書房、2003年。ISBN 978-4811902272